# 光果小雀花
光果小雀花（学名：Campylotropis polyantha var. leiocarpa）为豆科杭子梢属下的一个变种。

## 扩展阅读
- 維基物種上的相關：光果小雀花